# Arx Asdrubalis

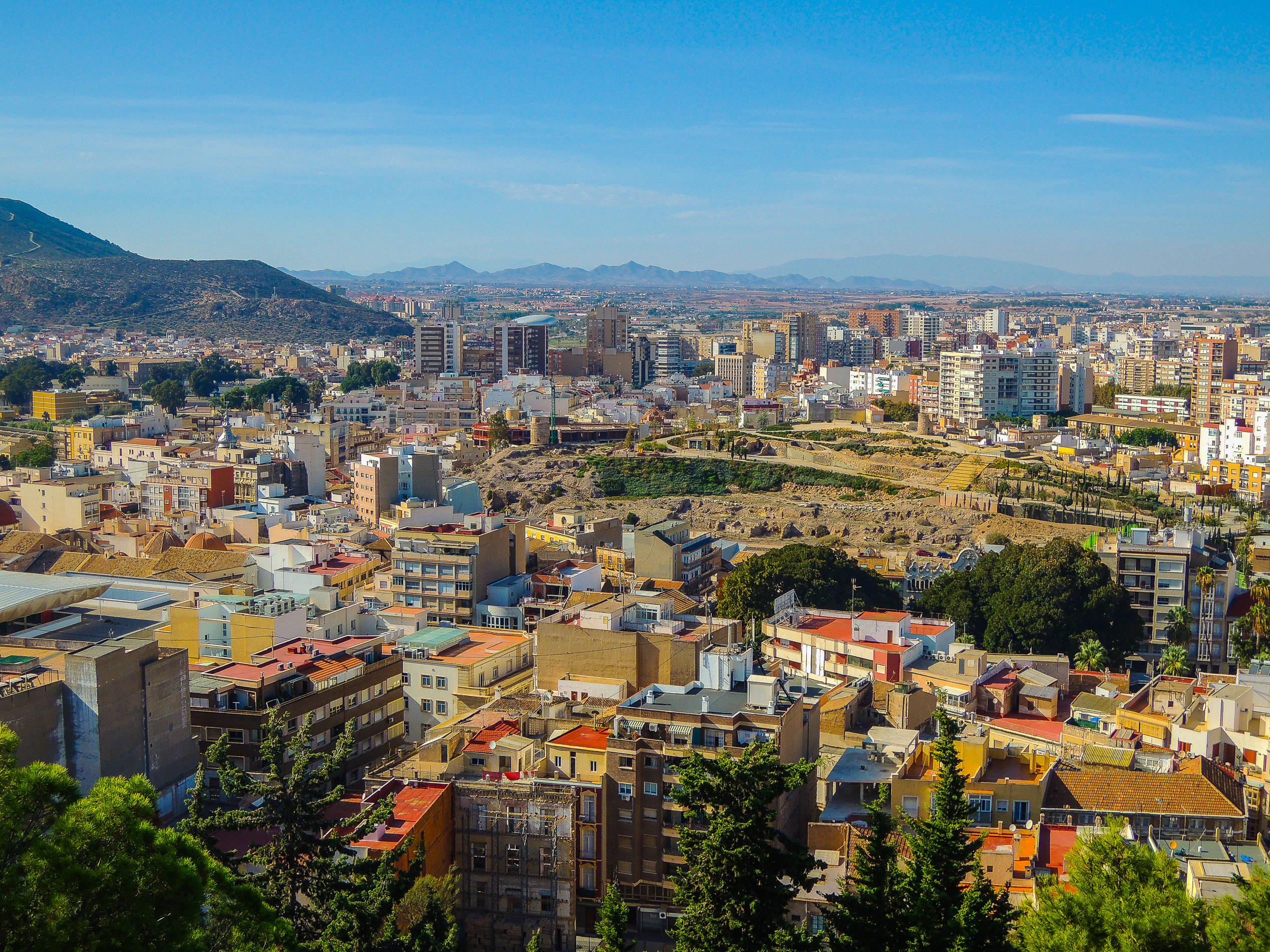
El Molinete en 2014, tras su conversión en un parque arqueológico.

El Arx Asdrubalis (español: Ciudadela de Asdrúbal) es como era conocida en la Antigüedad una de las cinco colinas donde fue levantado el recinto urbano de Qart Hadasht. Era en esta colina donde según el historiador Polibio se localizaba el palacio del general cartaginés y fundador de la ciudad Asdrúbal el Bello, que aún no ha podido ser localizado. Actualmente se corresponde con el cerro del Molinete.

## Arqueología

### Precedentes

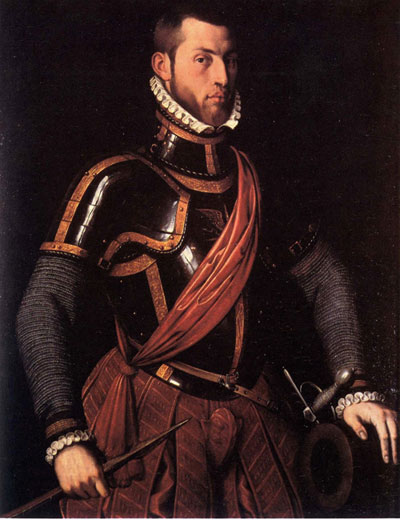
Vespasiano Gonzaga, de Antonio Moro.

Al contrario que otros restos arqueológicos de Cartagena como los del anfiteatro romano, que dieron nombre a una zona de la ciudad conocida como Antigones, los restos del Molinete no fueron descubiertos en gran medida hasta la Edad Contemporánea, lo que permitió conservarlos casi intactos hasta nuestros días.
En 1568, el rey Felipe II encarga al duque Vespasiano I Gonzaga la fortificación de Cartagena, desguarnecida hasta entonces. Vespasiano construyó una muralla en la ladera norte del promontorio bajo los esquemas del ingeniero militar Juan Bautista Antonelli, quien la edifica de forma que la atraviesa en sentido este-oeste. La deficiente factura de los materiales provocan pronto la ruina de las fortificaciones, pero para entonces el duque Gonzaga ha aprovechado para hacerse con las esculturas romanas que aparecieron durante las obras.
Durante el siglo XVII, la colina fue poblada por molinos de cereal, a los que en el siglo siguiente les siguen los burdeles, favorecidos por la afluencia de población foránea que llega a la ciudad debido a las grandes construcciones llevadas a cabo durante el reinado de Carlos III: el Arsenal, las murallas, castillos, cuarteles, etc.

### Primeras excavaciones
Hasta la segunda mitad del siglo XX, la colina quedó relegada al olvido, hasta que mediante la expropiación se comienza a desalojar la zona para establecer un parque arqueológico, utilizando para demostrar el valor arqueológico del monte los indicios que dan los pobres vestigios o documentación de la época.
Los continuos hallazgos casuales despertaron el interés de Pedro Antonio Sanmartín Moro, director del Museo Arqueológico Municipal, quien comenzó las excavaciones entre los años 1977 y 1978. Sus descubrimientos permitieron al Ayuntamiento darse cuenta de la verdadera relevancia arqueológica de los yacimientos, de modo que se procedió al vallado de la colina para protegerla de los expoliadores, de los que ya había sido víctima.
Gracias a las campañas de limpieza y consolidación de la zona alta auspiciadas por el Museo Arqueológico, se produjeron hallazgos aislados que parecen prometer nuevos descubrimientos en el subsuelo de la colina.

### Grandes descubrimientos

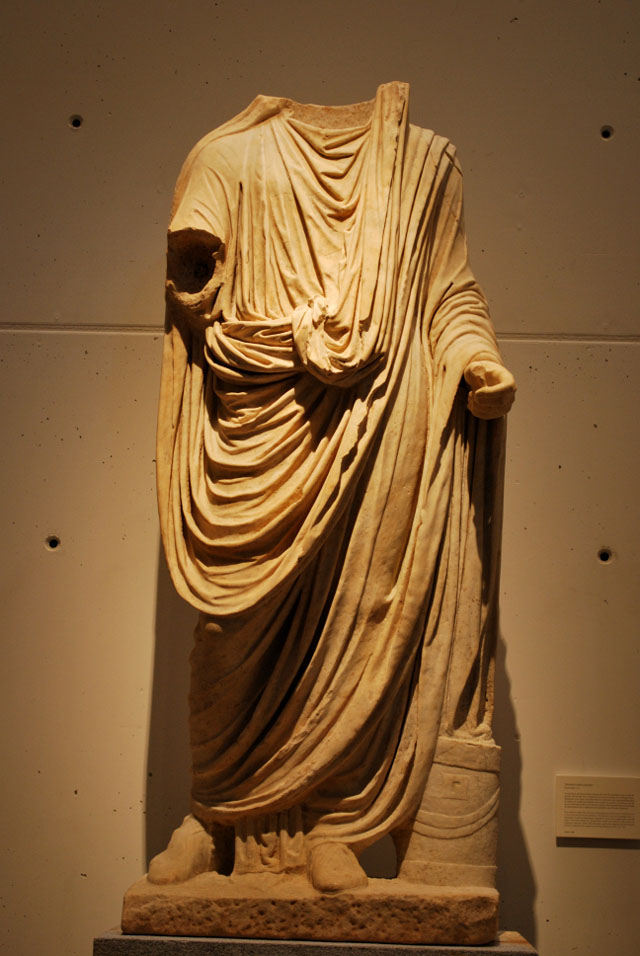
Augusto del Molinete.

El 5 de abril de 1995 fue noticia destacada en los medios de comunicación cartageneros la localización de unas ruinas al parecer de un capitolio consagrado a los principales dioses romanos, la llamada Tríada capitolina: Juno, Júpiter y Minerva. El excepcional hallazgo había sido construido en plano superior al foro romano, encontrado en 1984, y se le estimaron unas dimensiones de 30 a 40 metros de anchura.
A los restos ibero-púnicos y romanos, el templo romano republicano y el edículo de Derceto, situados en la zona superior del altozano, hay que sumar la identificación bajo un molino del siglo XVII, transformado luego en la ermita de San Cristóbal, de diversas estructuras de unos depósitos de agua (castellum aquæ) desde los cuales se abastecía a Carthago Nova. De hecho, las termas están emplazadas justo debajo de los depósitos, lo que nos lleva a pensar que también proveían de agua a las instalaciones termales.
Bajo las construcciones anteriores, han aparecido grandes muros de dos metros de altura, que se creen pertenecientes a un santuario cartaginés. El altar consiste en hiladas de ladrillos semircirculares de terracota. El descubrimiento de una gran cantidad de cuencos de arcilla para libaciones alimenta la hipótesis de que allí se realizaban rituales de fuego, pues la composición de la cerámica nos remite a alfares de las colonias púnicas de Sicilia que serían modelados en la capital cartaginesa de Iberia. De confirmarse su cronología e interpretación, esta sería el mayor edificio de época bárcida reconocido hasta el momento en Qart Hadasht.
En diciembre de 2002, durante unas excavaciones con motivo de la habilitación de un centro de salud en la falda del monte, se identificaron los restos de la Curia local y en las proximidades se halló la estatua de gran tamaño que presumiblemente presidía dicha curia y que representaba al emperador César Augusto. Fue esculpida en el siglo I en mármol de Carrara siguiendo el modelo del Augusto de vía Labicana. La escultura apareció sin cabeza ni manos. En febrero de 2003 se encontraron la mano izquierda, el antebrazo derecho y dos dedos de la mano diestra. En la actualidad, se exhibe en el Museo del Teatro Romano.
En 2015, la Real Academia de la Historia publicó el libro El magnífico palacio de Asdrúbal en Cartagena, en el cual el arqueólogo Iván Negueruela exponía sus conclusiones acerca de la existencia del complejo palacial cartaginés en el cerro del Molinete.